# Natan Slifkin
Natan (ou Nosson) Slifkin est un rabbin orthodoxe, né en 1975. Conférencier dans les académies et séminaires talmudiques en Israël sur les interactions entre la Torah et la science, son intérêt en biologie, zoologie et histoire naturelle lui ont valu le surnom de « Zoo Rabbi. »
Ses livres font l'objet d'une controverse dans le monde haredi.

## Éléments biographiques
Né et élevé à Manchester, en Angleterre, Natan Slifkin suit le cursus de la yeshiva locale. Il fait son aliyah (émigration en Israël) en 1995, afin de poursuivre ses études à la yeshiva Medrash Shmuel et à la Yeshiva de Mir, à Jérusalem. Il a reçu son ordination rabbinique à la yeshiva Ohr Somayach, et vit actuellement avec sa famille à Ramat Beit Shemesh Alef, en Israël.

## Écrits
Natan Slifkin s'intéresse à l'interaction entre le judaïsme rabbinique et la science, en particulier sur la zoologie :
- Lying for Truth: Understanding Yaakov's Deception of Yitzchak (Targum Press 1996)  (ISBN 1568711069)
- Focus: Classical and Contemporary Issues through the Lens of the Weekly Parashah (Targum Press 1997)
- Seasons of Life: The Reflection of the Jewish Year in the Natural World (Targum Press 1998)
- Second Focus: Original and Stimulating Essays on Jewish Thought (Targum Press 1999)
- In Noah's Footsteps: Biblical Perspectives on the Zoo (The Tisch Family Zoological Gardens 2000)
- Nature's Song: An Elucidation of Perek Shirah, the Ancient Text that Lists the Philosophical and Ethical Lessons of the Natural World(Targum Press 2001)
- Mysterious Creatures (réédité sous le titre de Sacred Monsters: Mysterious and Mythical Creatures of Scripture, Talmud and Midrash) (Targum Press 2003)
- The Science of Torah: The Reflection of Torah in the Laws of Science, The Creation of the Universe and the Development of Life (réédité sous le titre de The Challenge of Creation, Yashar Books 2006)
  - Selon Natan Slifkin, les découvertes et interprétations de la science moderne sont avérées, quand bien même elles semblent en contradiction avec les premiers chapitres de la Genèse. La cosmogonie biblique ne doit pas nécessairement être considérée au sens littéral du terme, ni les connaissances scientifiques des Sages du Talmud comme infaillibles. L'auteur réfute par ailleurs les théories alternatives, dont celles d'Omphalos[1] et du dessein intelligent, qui dénie, malgré les apparences, un rôle divin dans 99 % de l'univers[2].
- The Camel, the Hare and the Hyrax: A Study of the Laws of Animals with One Kosher Sign in Light of Modern Zoology (Targum Press 2004)
- Man and Beast: Our Relationship with Animals in Jewish Law and Thought
- The Torah Encyclopedia of the Animal Kingdom

## Controverse
Les livres de Slifkin n'avaient suscité pratiquement aucune controverse, jusqu'à la parution de The Science of Torah, en 2005. Bien que les idées professées par l'auteur puissent se retrouver chez des autorités rabbiniques médiévales de renom, comme Moïse Maïmonide et Gersonide, et acceptées par une partie des juifs orthodoxes, elles sont jugées hérétiques par un groupe de rabbins haredim (« ultra-orthodoxes ») influents. Environ 20 personnalités, tant aux États-unis qu'en Israël, issues de la mouvance lituanienne (c'est-à-dire non-hassidique) du judaïsme haredi, parmi lesquels les rabbins Yosef Shalom Eliashiv, Dovid Feinstein, Aharon Leib Shteinman, Chaim Pinchas Scheinberg et Shmouel Auerbach,  émettent une mise au ban des livres de Slifkin, ce qui signifie concrètement que tout juif haredi acceptant l'autorité de ces rabbins ne peut ni acheter ni lire les livres de Slifkin sans transgresser un diktat rabbinique,. Ils critiquent sa critique de l'infaillibilité scientifique des Sages du Talmud, et son adhésion aux théories modernes, notamment quant à l'âge de l'univers. Ils dénoncent aussi le ton de l'auteur, qui « exprime même ce qui n'est pas hérétique d'une façon que seul un hérétique pourrait exprimer,. »

L'éditeur de Natan Slifkin, Targum Press, interrompt la distribution de ses livres. Ses billets sont retirés des sites internet d'organisation de kirouv (promotion du judaïsme orthodoxe auprès du public juif), dont Aish HaTorah, qui publie en outre des textes visant à réconcilier le récit des premiers chapitres de la Genèse avec l'acceptation d'un vieil univers.
Dans le même temps, Slifkin reçoit un soutien assez large dans le monde juif. Jennie Rothenberg écrit dans le magazine juif laïque et libéral Moment qu'une personne affirme que la mise au ban représente un point de rupture majeur au sein de la société ultra-orthodoxe, et qu'un rabbin lui aurait déclaré, sous couvert d'anonymat que cette mise au ban est le produit d'une lutte de pouvoir, qui dure depuis plus de quinze ans, entre les signataires et ceux qui n'avaient pas signé le ban, parmi lesquels « des rabbins avec de longues barbes blanches, » furieux de cette décision. Les opinions de Slifkin sont, selon la même source, partagées par « d'innombrables figures » de la communauté ultra-orthodoxe, certains le considérant comme un héraut de leurs propres avis.
Un rosh kollel (directeur d'un kollel, école talmudique pour adultes) anonyme estime qu'« il est injustement attaqué par des gens ayant de bonnes intentions, mais aucune perspective. » Le rabbin Yitzchok Adlerstein de Los Angeles l'assure publiquement de son soutien.
Natan Slifkin trouve également une autre maison d'édition, plus modeste, Yashar Books, dirigée par le rabbin Gil Student. Selon lui, « la preuve est faite que l'époque du bannissement effectif sont loin derrière. Dans le monde individualiste d'aujourd'hui, les gens curieux lisent ce qu'ils veulent, sans se soucier des "labels cachère et non-cachère." Mettre un livre au ban ne le rend que plus attrayant pour ceux qui cherchent une lecture intéressante. » Un tel ban aurait donc, selon Gil Student, l'effet inverse à celui escompté. « D'un côté, les gens qui n'ont aucun doute sur la science et la Torah pourraient développer des doutes à la lecture de ces livres. D'un autre côté, ceux qui ont déjà des doutes ou simplement des questions qui ne remettent pas leur foi en cause, ont beaucoup à gagner de ces livres. En fait, je pense que les écrits du Rav Slifkin ont positivement influencé des gens qui étaient sur le point de rejeter le judaïsme. »
À la suite de cette opposition, un certain nombre de rabbins haredim ont défendu les positions de ceux qui avaient interdit les livres du Rav Slifkin. Les rabbins Aharon Feldman et Shlomo Miller ont produit des articles, et le rabbin Moshe Meiselman a donné trois conférence sur le sujet à Toras Moshe. Natan Slifkin les a postés sur son site, ainsi que les réfutations de personnes d'horizons divers. Le Rav Meiselman lui a demandé de retirer ses conférences du site, ce que le Rav Slifkin n'a pas accepté. Il a cependant écrit, le 5 octobre 2008, un essai intitulé In Defense of My Opponents, où il tente de proposer ce qu'il pense être une base raisonnable à la mise au ban de ses livres.